# Lobeza abdjesa
Lobeza abdjesa är en fjärilsart som beskrevs av William Schaus 1928. Lobeza abdjesa ingår i släktet Lobeza och familjen tandspinnare. Inga underarter finns listade i Catalogue of Life.